# British Library
British Library er det britiske nationalbibliotek. Med mellem 150 og 200 millioner genstande er det verdens største bibliotek. Det blev grundlagt som selvstændig institution i 1973 ved British Library Act 1972. Tidligere eksisterede det som en del af British Museum. En del af biblioteket består af The King's Library, som har 65.000 trykte værker og blev grundlagt i 1763.
British Library er et forskningsbibliotek i London og det er nationalbibliotek for Storbritannien. Det er et af de største biblioteker i verden. Det er estimeret at det indeholder emlelm 170 og 200 millioner genstande fra mange forskellige lande.
British Library modtager kopier af alle bøger produceret i Storbritannien og Irland, inklusive en anseelig andel af titler fra oversøiske lande, som distribueres i Storbritannien, idet biblioteket har pligtaflevering. Det drives af Department for Culture, Media and Sport.
Det blev grundlagt som selvstændig institution i 1973 ved British Library Act 1972. Tidligere eksisterede det som en del af British Museum. En del af biblioteket består af The King's Library, som har 65.000 trykte værker og blev grundlagt i 1763.

## Udstillinger
Et antal af bøger og manuskripter er udstillet for offentligheden i Sir John Ritblat Gallery, der er åben hele ugen med gratis adgang. Nogle af disse manuskripter inkluderer Beowulf, Lindisfarne Gospels og St Cuthbert Gospel, en Gutenbergbibel, Geoffrey Chaucers Canterbury-fortællingerne, Thomas Malorys Le Morte d'Arthur (Kong Arthur), Captain Cooks dagbog, Jane Austens History of England, Charlotte Brontës Jane Eyre, Lewis Carrolls Alice's Adventures Under Ground, Rudyard Kiplings Just So Stories, Charles Dickenss Nicholas Nickleby, Virginia Woolfs Mrs Dalloway og et rum dedikeret til Magna Carta, samt adskillige koraner og asiatiske genstabde.
Udover den permanente udstilling er det ofte tematiske udstillinger, der bl.a. har omhandler kort, hellige tekster, det engelske sprogs historie, og lovtekster, inklusive fejringen af 800-året for Magna Carta.